# Pán Stínů
Pán Stínů' je jedenáctá a předposlední kniha ze série Příběhy Darrena Shana od autora Darrena O'Shaughnesseyho. Byla vydána roku 2004 nakladatelstvím Collins v Londýně. vČeské republice vyšla kniha roku 2009 pod záštitou nakladatelství Albatros.